# Bryum rostratum
Bryum rostratum là một loài rêu trong họ Bryaceae. Loài này được Sm. mô tả khoa học đầu tiên năm 1804.